# Monti Columbia
I Monti Columbia sono un gruppo di catene montuose situate nel sud-est della Columbia Britannica, e in parte del nord-ovest degli Stati Uniti d'America, tra gli Stati del Montana, Idaho, Washington. La catena montuosa copre una superficie di 135.952 km², ed è delimitata ad est dalla valle del Rocky Mountain Trench, a sud dal fiume Kootenay, e a ovest dall'Interior Plateau.
Il settantacinque per cento della superficie della catena è situato in Canada. L'American geographic classifications posiziona i Monti Columbia come parte delle Montagne Rocciose, ma questa designazione non si applica in Canada.
Il Monte Sir Sandford è la vetta più alta della catena e raggiunge i 3.519 metri sul livello del mare.